# Голкохвіст ангольський
Голкохвіст ангольський (Neafrapus boehmi) — вид серпокрильцеподібних птахів родини серпокрильцевих (Apodidae). Мешкає в Африці. Живе в сухій савані на висоті до 1300 м над рівнем моря, гніздиться в дуплах баобабів.

## Підвиди
Виділяють два підвиди:
- N. b. boehmi (Schalow, 1882) (Ангола, південь ДР Конго, північна Замбія, західна Танзанія);
- N. b. sheppardi (Roberts, 1922) (південно-східна Кенія, східна Танзанія, Замбія, Малаві, Зімбабве, Мозамбік і крайня північ ПАР).

## Таксономія
Вид отримав назву boehmi на честь німецького зоолога Ріхарда Бьома (1854—1884).